# Denis Huisman
Pour les articles homonymes, voir Huisman.
Denis Huisman, né le 13 avril 1929 à Paris et mort le 2 février 2021 dans la même ville, est un président d'établissements d'enseignement, écrivain et professeur français.

## Biographie

### Famille
Denis Antoine Huisman est né le 13 avril 1929 dans le 16e arrondissement de Paris, du mariage de Georges Huisman, directeur général des Beaux-Arts, conseiller d’État, et de Marcelle Wogue.
Le 8 avril 1949, il épouse Gisèle Cahen dont il divorce, puis il épouse en secondes noces Marie-Agnès Malfray dont il divorce également. Puis il épouse Catherine Cremnitz. En 2013, il est marié à Marie-Françoise Cheilletz.
De son premier mariage sont nés Arnaud (1951-1975), Bruno (1953), Colas (+), Emmanuelle (1957) qui épouse Bruno Perrin ; puis Dominique, et de son second mariage, est née Sophie-Caroline (1971) qui épouse Olivier de Koning ; de son troisième mariage sont nées Elsa (1977) et Violaine (1979).
Il meurt le 2 février 2021 à son domicile à Paris.

### Formation
Après des études au lycée Montaigne puis au lycée Claude-Bernard et au lycée Henri-IV, Denis Huisman poursuit des études à la faculté des lettres de Paris et à l'Institut d'études politiques de Paris.
Il est licencié en philosophie, et docteur d'État ès lettres (1974).

### Carrière  professionnelle
De 1947 à 1951, il enseigne à Paris aux lycées Turgot, Charlemagne et Montaigne. De 1951 à 1957, il est chargé de cours à l’Institut d’art et d’archéologie de Paris, à l'École alsacienne (durant l'année scolaire 1952-1953), au collège Sainte-Barbe de 1950 à 1957. Il est attaché de recherche au Centre national de la recherche scientifique (CNRS) de 1953 à 1957, chargé de mission au cabinet d'Edgar Faure en 1958. En 1957, il est chargé de conférences d’esthétique à l’École nationale supérieure des beaux-arts, puis de 1958 à 1979 à l’Institut français de Londres, à l’université de New York, à Boston, à Hull, à UCLA, à Stanford. De 1958 à 1979, il est maître de conférences à École des hautes études commerciales de Paris (HEC). En 1970, il est chargé d'enseignement en troisième cycle à l'université Paris IX Dauphine où il est nommé directeur scientifique en 1976.[réf. nécessaire]
En 1961, il est président-fondateur de l’École française des attachés de presse (EFAP), qui aura de multiples succursales. En 1963, il est président-fondateur de l’Institut supérieur des carrières artistiques (ICART), puis en 1967 de l’École française du marketing devenue en 1999 École de management de Paris (EMP). En 2004, il crée l'Ecole française du journalisme (EFJ). Il est président-directeur général du groupe éponyme, regroupant ses créations : EFAP, ICART, EFJ et EMP. En 1986, il cofonde l'Institut supérieur du management culturel (ISMC) en 1986.

## Fonctions
À partir de 1951, il est membre de la Société française d'esthétique. Il a été directeur de l'Institut français d'esthétique industrielle, directeur de la société française de philosophie, sociétaire de la Société des gens de lettres, membre de la société américaine d'esthétique, directeur de collections aux éditions Bordas, Sedes, Nathan, Hachette. Il a été producteur à l'ORTF puis à TF1, secrétaire général du prix et des cahiers Georges-Nimier, président du salon de Paris, président du conseil d'administration du collège Sainte-Barbe, administrateur de New York University en France, du conservatoire européen de musique. En 2013, il fonde le Conseil des grandes écoles de communication. Il est membre correspondant de l'Académie des sciences morales et politiques (section philosophie).

## Distinctions
Denis Huisman est promu commandeur de l'ordre national de la Légion d'honneur le 13 juillet 1998 et élevé à la dignité de grand-officier de l'ordre national du Mérite le 14 novembre 2011, officier de l'ordre des Palmes académiques, commandeur de l'ordre des Arts et des Lettres, médaille de vermeil de la ville de Paris, docteur honoris causa de l'université de Hull en 1984 et du New York Institute of Technology en 2011.

## Ouvrages
- L'esthétique industrielle, avec Georges Patrix, PUF, coll. « Que sais-je ? »,1961
- L'esthétique, Denis Huisman, PUF, coll. « Que sais-je ? »,1961
- La grande aventure de la communication, avec Jocelyne Langlois, Librairie Séguier, 1988
- La littérature française des origines à nos jours avec Pierre Brunel, Vuibert, 2007
- La rage de communiquer, Bourin Éditeur, 2006
- Socrate Chemins d'éternité, Pygmalion, 2003
- 1000 citations pour l'épreuve de français, Les Petites Références avec Marie Cosnay, 2003, Nathan
- Histoire de la philosophie française, Perrin, 2002
- Visages de la philosophie avec Louis Monier et Serge Le Strat, 2000 Arlea
- Les pages les plus célèbres de la philosophie occidentale avec Marie-Agnès Malfray, Perrin, 1989, nouvelle édition augmentée 2000.
- Les plus grands textes de la philosophie orientale avec M.-A. Malfray, Albin Michel, 2000
- Socrate sur internet, Éditions de Fallois, 1997
- Âge du faire, Hachette Pluriel Référence, Pluriel Intervention, 1994
- Histoire de l'existentialisme, Armand Colin, 2005
- Dictionnaire des mille œuvres clés de la philosophie, Nathan, 2000
- Le dire et le faire : pour comprendre la persuasion, propagande, publicité, relations publiques : essai sur la communication efficace, Sedes, 1983
- Histoire des philosophes illustrée par les textes avec André Vergez, 1966, Fernand Nathan
- Dictionnaire des philosophes, PUF, coll. « Quadrige dicos poche », 2009
- La philosophie sans complexe (avec André Vergez), Hugo&Cie/Bourin Éditeur, 2009

et la collection des Manuels de philosophie avec André Vergez et Serge Le Strat (Nathan)